# Osvaldas Balakauskas
Jonas Osvaldas Balakauskas (Miliūnai (Ukmergė), 19 december 1937) is een Litouws componist.
Balakauskas kreeg zijn muzikale opleiding aan een instituut in Klaipėda (1953-1956) en vervolgens aan de faculteit muziek van de Pedagogische Universiteit van Vilnius van 1957 tot 1961. Hij moest aansluitend dienen in het Sovjetleger, maar daarna zette hij zijn studie voort aan het Conservatorium van Kiev, zijn docenten aldaar waren Boris Lyatosjinski en Myroslav Skoryk (1964 tot 1969). Hij was toen ook bevriend met de toen nog radicale Valentin Silvestrov. In Kiev leidde hij ook uitgeverij Ukraina. De muzikale opleidingen in die dagen waren nog uiterst behouden, al te moderne muziek werd (nog) niet getolereerd. Hij was lid van de organisatie Sąjūdis, die streefde naar onafhankelijkheid binnen de Sovjet-Unie en van Rusland, hetgeen resulteerde in een ambassadeurschap voor Litouwen in een gedeelde ambassade in Parijs voor Frankrijk, Spanje en Portugal (1988-1992). In diezelfde tijd en van 1994 tot 2002 was hij Hoofd Compositie aan de Litouwse Academie voor Muziek en Theater in Vilnius. In 1996 won hij een staatsprijs en ook in 1998 werd hij onderscheiden.
Naast componeren, schreef Balakauskas ook een aantal boeken over muziek; speciale aandacht ging daarbij uit naar zijn eigen interpretatie van het serialisme, een stroming waarbinnen hij componeert. Hij hanteert daarbij niet het twaalftoonstelsel, maar 8, 9 10 en 11-toonsstelsels.
Zijn muziek werd voornamelijk gespeeld in Litouwen, Polen en Duitsland. Opnamen van zijn muziek zijn mondjesmaat verkrijgbaar, Naxos heeft een aantal uitgebracht, doch de Litouwse Muziekcentrale heeft van bijna alle werken opnamen op cd-r. Belangrijkste werken daarbij zijn zijn symfonieën (nr. 1 uit 1971, nr. 2 uit 1979, nr. 3 uit 1989, nr. 4 uit 1998 en nr. 5 uit 2001) en het Requiem in memoriam Stasys Lozoraitis (1995), zijn enige religieus werk tot op heden (2012).
- Bibliothèque nationale de France: cb14003638s (data)
- CiNii: DA14802601
- Gemeinsame Normdatei: 124173241
- International Standard Name Identifier: 0000 0001 2232 7299
- Library of Congress Control Number: n80108935
- Nationale Bibliotheek van Letland: 000174236
- MusicBrainz: 252dc1af-a04c-49de-92d6-1728ca843bce
- Bibliotheek van het Japanse parlement: 01066086
- Nationale Bibliotheek van Tsjechië: xx0031782
- Nationale Bibliotheek van Israël: 987007325551405171
- Nationale Bibliotheek van Polen: a0000001122431
- Virtual International Authority File: 161640917
- WorldCat: E39PBJxWV6CgQd8JjpR3TC4KBP